# Roy Keane
Roy Maurice Keane (Cork, 10 de agosto de 1971) es un exfutbolista, actual comentarista deportivo y entrenador irlandés. Es conocido principalmente por su paso por el club Manchester United de Inglaterra, en el que se desempeñaba como centrocampista, donde sus dotes de mando y liderazgo, su agresividad tanto táctica como física, su rebeldía y desobediencia le hicieron temible incluso entre sus compañeros de equipo. Con los «Diablos Rojos» consiguió los trofeos más importantes tanto a nivel nacional como internacional. Tras su carrera como jugador fue entrenador del Sunderland AFC, equipo con el cual ascendió a la Premier League inglesa en la temporada 2006-07, dimitiendo el 4 de diciembre de 2008; y del Ipswich Town, del cual fue despedido en enero de 2011. También fue ayudante técnico de Paul Lambert, entrenador del Aston Villa de la Premier League inglesa. De 2013 a 2018 trabajó como asistente en la selección de fútbol de Irlanda, asimismo fue entrenador asistente del Aston Villa en 2014 y del Nottingham Forest en 2019.

## Trayectoria

### Como jugador
Tras iniciar su carrera  con el Cobh Ramblers FC (1989-90) en su Irlanda natal, se trasladó a Inglaterra fichando con el Nottingham Forest FC, donde duró dos años, antes de ser traspasado al Manchester United F.C. en 1993. Vistiendo la camiseta roja, con el dorsal número 16, donde durante muchos años fue capitán y ganó numerosos títulos, entre los que se encuentran la Premier League, la Copa de la Federación Inglesa (FA Cup), la Liga de Campeones de la UEFA; consiguiendo el triplete, la  prestigiosa Triple Corona, además de la tradicional Copa Intercontinental.

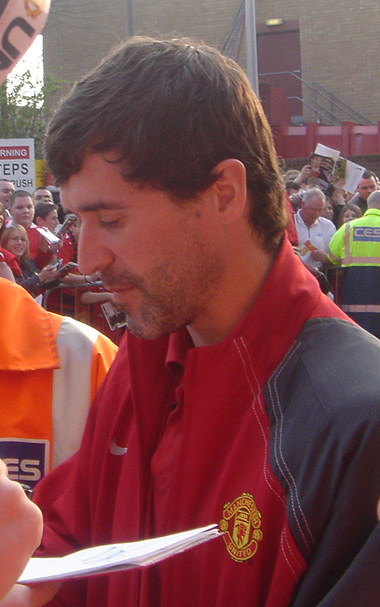
Keane firmando un autógrafo como jugador del Manchester United.

Jugó 326 partidos de liga, anotando 33 goles. En competiciones europeas participó en 79 encuentros, realizando 13 anotaciones. Con el equipo de Old Trafford participó en  un total de 480 partidos en los que marcó 51 goles. Lo que supuso ganar 7 veces la Premier League, 4 veces la copa FA Cup de la Federación, 5 supercopas de Inglaterra, una Champions League y una Copa Intercontinental.
Uno de los sucesos más recordados de su carrera es su incidente con el noruego Alf-Inge Håland. En un partido de 1997 que enfrentaba al Leeds United y el Manchester United, en una acción fortuita, Keane se lesionó el ligamento cruzado anterior en una acción con el jugador noruego. Ante las muestras de dolor del centrocampista irlandés, Håland se burló, asumiendo que estaba fingiendo un contacto para pedir penalti. Esta lesión apartó a Keane de los terrenos de juego durante una temporada. En 2001, casi 4 años después, en un Derbi de Mánchester, Keane se tomó revancha, atizando una patada brutal a la altura de la rodilla derecha del noruego. Curiosamente, ha quedado en el folclore colectivo la narrativa de que esta acción terminó la carrera de Alf-Inge, pero nada más lejos de la realidad. El defensor noruego terminó el partido (no así Keane, que se marchó expulsado), y jugó varios partidos más, como un partido una semana después ante el West Ham United, hasta que se retiró por lesiones en la rodilla izquierda, la contraria a la presuntamente lesionada por Keane. Inicialmente recibió una suspensión de tres partidos y una multa de £5,000 de la Asociación Inglesa de Fútbol (FA), pero después de la publicación de su autobiografía en agosto de 2002, declaró que tenía la intención de golpear duramente a Håland, si bien no buscaba lesionarlo. Dijo además que volvería a hacerlo. Fue suspendido por cinco partidos más, y recibió una multa de £150,000 en la investigación subsiguiente. Además, fue demandado por Alf-Inge a raíz de estas declaraciones, perdiendo el litigio el jugador noruego al reconocer que se lesionó de la rodilla contraria, dirimiendo el tribunal que la entrada de Keane no provocó la pronta retirada de Alf-Inge Haaland. El jugador no volvió a jugar nunca más un partido completo, aunque ese partido sí lo terminó y dejó el fútbol en el año 2002.
En enero de 2006, Keane decidió dejar al Manchester Utd. Desde entonces, el jugador irlandés optó por jugar en el Celtic de Glasgow, consiguiendo ganar la liga escocesa. Terminado el campeonato escocés de ese año, Keane se retiró del fútbol activo.

### Como entrenador
Tras dejar el fútbol como jugador Keane se dedicó a la carrera de entrenador, dirigiendo al Sunderland AFC (con el que consiguió el ascenso a la Premier League) hasta que el 4 de diciembre de 2008 dimitió de su cargo. De 2009 a 2011, fue entrenador del Ipswich Town FC, de la Football League Championship (la segunda división inglesa). Desde 2013 a 2018 trabajó (junto a Martin O'Neill) como asistente en la Selección irlandesa. Tras colaborar con la selección de su país, Keane entrenó en calidad de asistente al Aston Villa F.C.  durante 2014 y al Nottingham Forest F.C. en 2019.

## Selección nacional
Con la selección de Irlanda fue internacional durante la Copa Mundial de Estados Unidos 1994, y en las eliminatorias para el Mundial de Francia 1998, donde no clasificó. Logró instalarse con su selección para la Copa Mundial Corea-Japón 2002, donde fueron eliminados por penales en octavos de final ante España, aunque Keane abandonó la convocatoria antes del inicio del campeonato tras discutir con el seleccionador irlandés Mick McCarthy. Como su selección no consiguió estar en el Mundial de Alemania 2006, Keane decide hacer público su retiro del elenco irlandés, donde disputó, desde su debut, 67 partidos, marcando 9 goles.

### Participaciones en Copas del Mundo
| Copa              | Sede                | Resultado        | Partidos | Goles |
| ----------------- | ------------------- | ---------------- | -------- | ----- |
| Copa Mundial 1994 | Estados Unidos      | Octavos de final | 4        | 0     |
| Copa Mundial 2002 | Corea del Sur Japón | Octavos de final | 0        | 0     |

## Estadísticas

### Como jugador
| Club | Div.          | Temporada     | Liga  | Liga  | Copas nacionales(1) | Copas nacionales(1) | Copa de la Liga(2) | Copa de la Liga(2) | Torneos internacionales(3) | Torneos internacionales(3) | Otros(4) | Otros(4) | Total | Total |
| Club | Div.          | Temporada     | Part. | Goles | Part.               | Goles               | Part.              | Goles              | Part.                      | Goles                      | Part.    | Goles    | Part. | Goles |
| --- | ------------- | ------------- | ----- | ----- | ------------------- | ------------------- | ------------------ | ------------------ | -------------------------- | -------------------------- | -------- | -------- | ----- | ----- |
| Cobh Ramblers F. C. Irlanda | 1.ª           | 1989-90       | 23    | 1     | 3                   | 1                   | 3                  | 0                  | —                          | —                          | —        | —        | 29    | 2     |
| Nottingham Forest F. C. Inglaterra | 1.ª           | 1990-91       | 35    | 8     | 10                  | 2                   | 4                  | 1                  | —                          | —                          | 0        | 0        | 49    | 11    |
| Nottingham Forest F. C. Inglaterra | 1.ª           | 1991-92       | 39    | 8     | 4                   | 0                   | 8                  | 4                  | —                          | —                          | 5        | 2        | 56    | 14    |
| Nottingham Forest F. C. Inglaterra | 1.ª           | 1992-93       | 40    | 6     | 4                   | 1                   | 5                  | 1                  | —                          | —                          | —        | —        | 49    | 8     |
| Nottingham Forest F. C. Inglaterra | Total club    | Total club    | 114   | 22    | 18                  | 3                   | 17                 | 6                  | —                          | —                          | 5        | 2        | 154   | 33    |
| Manchester United F. C. Inglaterra | 1.ª           | 1993-94       | 37    | 5     | 6                   | 1                   | 7                  | 0                  | 3                          | 2                          | 1        | 0        | 54    | 8     |
| Manchester United F. C. Inglaterra | 1.ª           | 1994-95       | 25    | 2     | 7                   | 0                   | 1                  | 0                  | 4                          | 1                          | 0        | 0        | 37    | 3     |
| Manchester United F. C. Inglaterra | 1.ª           | 1995-96       | 29    | 6     | 7                   | 0                   | 1                  | 0                  | 2                          | 0                          | —        | —        | 39    | 6     |
| Manchester United F. C. Inglaterra | 1.ª           | 1996-97       | 21    | 2     | 3                   | 0                   | 2                  | 0                  | 6                          | 0                          | 1        | 1        | 33    | 3     |
| Manchester United F. C. Inglaterra | 1.ª           | 1997-98       | 9     | 2     | 0                   | 0                   | 0                  | 0                  | 1                          | 0                          | 1        | 0        | 11    | 2     |
| Manchester United F. C. Inglaterra | 1.ª           | 1998-99       | 35    | 2     | 7                   | 0                   | 0                  | 0                  | 12                         | 3                          | 1        | 0        | 55    | 5     |
| Manchester United F. C. Inglaterra | 1.ª           | 1999-00       | 29    | 5     | —                   | —                   | 0                  | 0                  | 12                         | 6                          | 4        | 1        | 45    | 12    |
| Manchester United F. C. Inglaterra | 1.ª           | 2000-01       | 28    | 2     | 2                   | 0                   | 0                  | 0                  | 13                         | 1                          | 1        | 0        | 44    | 3     |
| Manchester United F. C. Inglaterra | 1.ª           | 2001-02       | 28    | 3     | 2                   | 0                   | 0                  | 0                  | 12                         | 1                          | 1        | 0        | 43    | 4     |
| Manchester United F. C. Inglaterra | 1.ª           | 2002-03       | 21    | 0     | 3                   | 0                   | 2                  | 0                  | 6                          | 0                          | —        | —        | 32    | 0     |
| Manchester United F. C. Inglaterra | 1.ª           | 2003-04       | 28    | 3     | 5                   | 0                   | 0                  | 0                  | 4                          | 0                          | 1        | 0        | 38    | 3     |
| Manchester United F. C. Inglaterra | 1.ª           | 2004-05       | 31    | 1     | 4                   | 1                   | 1                  | 0                  | 6                          | 0                          | 1        | 0        | 43    | 2     |
| Manchester United F. C. Inglaterra | 1.ª           | 2005-06       | 5     | 0     | —                   | —                   | 0                  | 0                  | 1                          | 0                          | —        | —        | 6     | 0     |
| Manchester United F. C. Inglaterra | Total club    | Total club    | 326   | 33    | 46                  | 2                   | 14                 | 0                  | 82                         | 14                         | 12       | 2        | 480   | 51    |
| Celtic de Glasgow Escocia | 1.ª           | 2005-06       | 10    | 1     | 1                   | 0                   | 2                  | 0                  | —                          | —                          | —        | —        | 13    | 1     |
| Total carrera | Total carrera | Total carrera | 473   | 57    | 68                  | 6                   | 36                 | 6                  | 82                         | 14                         | 17       | 4        | 676   | 87    |
| (1) Incluye datos de la Copa de Irlanda (1989-90), FA Cup (1990-05) y Copa de Escocia (2005-06). (2) Incluye datos de la Copa de la Liga de Irlanda (1989-90), Copa de la Liga de Inglaterra (1990-06) y Copa de la Liga de Escocia (2005-06). (3) Incluye datos de la Liga de Campeones (1993-06) y Copa de la UEFA (1995-96). (4) Incluye datos de la Full Members Cup (1991-92), Charity Shield (1996-02), Supercopa de Europa (1999), Copa Intercontinental (1999), Copa Mundial de Clubes de la FIFA (2000) y Community Shield (2004-05). |               |               |       |       |                     |                     |                    |                    |                            |                            |          |          |       |       |

### Como entrenador
| Club                           | Año           | Estadísticas | Estadísticas | Estadísticas | Estadísticas | Estadísticas |
| Club                           | Año           | PD           | G            | E            | P            | G%           |
| ------------------------------ | ------------- | ------------ | ------------ | ------------ | ------------ | ------------ |
| Sunderland A. F. C. Inglaterra | 2006-2008     | 100          | 42           | 17           | 41           | 42.0         |
| Ipswich Town F. C. Inglaterra  | 2009-2011     | 81           | 28           | 25           | 28           | 42.0         |
| Total carrera                  | Total carrera | 181          | 70           | 42           | 69           | 38.7         |

## Palmarés

### Como jugador

#### Campeonatos nacionales
| Título                     | Club                    | País       | Año  |
| -------------------------- | ----------------------- | ---------- | ---- |
| Full Members Cup           | Nottingham Forest F. C. | Inglaterra | 1992 |
| Charity Shield             | Manchester United F. C. | Inglaterra | 1993 |
| Premier League             | Manchester United F. C. | Inglaterra | 1994 |
| FA Cup                     | Manchester United F. C. | Inglaterra | 1994 |
| Premier League             | Manchester United F. C. | Inglaterra | 1996 |
| FA Cup                     | Manchester United F. C. | Inglaterra | 1996 |
| Charity Shield             | Manchester United F. C. | Inglaterra | 1996 |
| Premier League             | Manchester United F. C. | Inglaterra | 1997 |
| Charity Shield             | Manchester United F. C. | Inglaterra | 1997 |
| Premier League             | Manchester United F. C. | Inglaterra | 1999 |
| FA Cup                     | Manchester United F. C. | Inglaterra | 1999 |
| Premier League             | Manchester United F. C. | Inglaterra | 2000 |
| Premier League             | Manchester United F. C. | Inglaterra | 2001 |
| Premier League             | Manchester United F. C. | Inglaterra | 2003 |
| Community Shield           | Manchester United F. C. | Inglaterra | 2003 |
| FA Cup                     | Manchester United F. C. | Inglaterra | 2004 |
| Copa de la Liga de Escocia | Celtic de Glasgow       | Escocia    | 2006 |
| Premier League de Escocia  | Celtic de Glasgow       | Escocia    | 2006 |

#### Campeonatos internacionales
| Título                | Club                    | Sede      | Año  |
| --------------------- | ----------------------- | --------- | ---- |
| Liga de Campeones     | Manchester United F. C. | Barcelona | 1999 |
| Copa Intercontinental | Manchester United F. C. | Tokio     | 1999 |

#### Distinciones individuales
| Distinción                                     | Año                          |
| ---------------------------------------------- | ---------------------------- |
| Equipo ideal del año de la PFA                 | 1993, 1997, 2000, 2001, 2002 |
| Jugador del mes de la Premier League (octubre) | 1998                         |
| Jugador del mes de la Premier League (marzo)   | 1999                         |
| Jugador del año Sir Matt Busby                 | 1999, 2000                   |
| Premio PFA al jugador del año                  | 2000                         |
| Premio FWA al futbolista del año               | 2000                         |
| Equipo del año de la ESM                       | 2000                         |
| Galardonado como FIFA 100                      | 2004                         |
| Salón de la Fama del Fútbol Inglés             | 2004                         |

### Como entrenador

#### Campeonatos nacionales
| Título                               | Club                | País       | Año  |
| ------------------------------------ | ------------------- | ---------- | ---- |
| English Football League Championship | Sunderland A. F. C. | Inglaterra | 2007 |

#### Distinciones individuales
| Distinción                                          | Año  |
| --------------------------------------------------- | ---- |
| Entrenador del mes de la EFL Championship (febrero) | 2007 |
| Entrenador del mes de la EFL Championship (marzo)   | 2007 |